# Ilie Badea Stănescu
Ilie Badea Stănescu (poreclit „Tortică”) (n. 29 iulie 1952, comuna Humele, județul Argeș – d. 24 decembrie 2007, Costești) a fost un conducător al rromilor, care s-a autoproclamat în anul 2003 ca „Rege Internațional al tuturor rromilor creștini de pretutindeni”.

## Biografie
Ilie Badea Stănescu s-a născut la data de 29 iulie 1952 în comuna Humele (județul Argeș). Bunicii săi au fost mari vătafi, conducând minoritățile etnice ale rromilor din Craiova și din Constanța, mutându-se cu caravanele și cu șatra de la Dunăre la Marea Neagră, o parte din Moldova și din Ardeal.
Familia lui a fost bogată, înaintașii săi ocupându-se cu metalurgia, confecționând cazane de țuică, sigilii de plumb pentru vagoanele de marfă și altele. În anul 1962, Securitatea i-a confiscat tatălui său tot aurul pe care acesta îl avea, deși îl ascunsese într-un proiectil. Tatăl său a fost eliberat după câteva săptămâni, familia sa devenind atunci foarte săracă.
După absolvirea școlii generale (urmând fiecare trimestru în alt sat din Argeș, Vâlcea și chiar Olt), Ilie Badea Stănescu a urmat o școală profesională. La terminarea studiilor, a fost angajat la o fabrică din Balș. În timp, a absolvit și liceul seral după care s-a înscris la școala de maiștri. A lucrat până la Revoluția din decembrie 1989 ca maistru strungar și lăcătuș mecanic la mai multe întreprinderi din Balș, Drăgănești și Pitești.
În anii ‘90 el s-a apucat de afaceri, reușind să strângă o avere importantă. Ilie Badea Stănescu (poreclit "Tortică") a devenit bulibașa rromilor din orașul Costești (județul Argeș), construindu-și o casă cu multe turnulețe ("Palatul de Aramă") pe o stradă unde trebuiau construite inițial câteva blocuri.
La începutul anilor '90, el s-a înscris la cursurile Facultății de Teologie din Sibiu, la care a renunțat după scurt timp. În decursul timpului, a făcut numeroase donații bisericilor, școlilor sau orfelinatelor.

## „Încoronarea”
În jur de 50.000 de romi din România și diaspora care și-au dat acordul pentru ca bulibașa de la Costești să fie numit rege pentru toți romii creștini.La data de 31 august 2003, bulibașa Ilie Badea Stănescu a fost încoronat de către patru preoți ortodocși, în Catedrala Episcopală de la Curtea de Argeș, ca „Rege Internațional al tuturor rromilor creștini de pretutindeni”, în opoziție față de regele  Cioabă care a trecut la Cultul Penticostal.
Împăratul țiganilor, Iulian Rădulescu, a emis un „Decret imperial de încoronare”, care a fost citit în Catedrală de către unul din preoți. Textul actului emis de către împărat este următorul: „În baza unui decret imperial, cu acordul Curții de la Viena, în conformitate cu Divanul și cutumele etnice ale rromilor din România și diaspora, formând un popor mondial cu un total de 78 de milioane de rromi, s-a acordat funcția supremă de rege internațional domniei sale, majestății Stănescu Badea Ilie din orașul Costești-România”. Imediat dupa citirea „decretului” și sfințirea coroanei, preoții i-au așezat pe cap lui Ilie Badea Stănescu o coroană din aur bătută cu nestemate, care cântărește peste un kilogram.
Cum Molitfelnicul ortodox a scos, din edițiile noi, slujba specială de încoronare a unui rege, preoții care au asistat la ceremonie au afirmat că ei au sfințit de fapt coroana „regelui Ilie Stănescu Întâiul”: „Am primit ordin pe linie ierarhică și nu ne-am făcut decât treaba. Nu am făcut slujbă, ci doar am binecuvântat coroana și am citit decretul de încoronare”. Această ceremonie a fost mediatizată copios de presa de la București. Printr-un comunicat de presă, Eparhia Argeșului și Muscelului a făcut precizarea că „slujba care s-a desfășurat a avut rolul doar de a sfinți podoabele specifice cutumei (obiceiurilor) rromilor”.
„Regele” rromilor, Florin Cioabă a declarat că „împăratul” Iulian Rădulescu a primit bani de la Ilie Badea Stănescu pentru a-i acorda titlul de „rege”.
„Ilie Stănescu a recunoscut că i-a dat zece milioane și două găini pentru că Iulian este muritor de foame, este un nenorocit. Iulian, printr-un decret imperial, pe care el l-a compus, el l-a scris, a făcut o mascaradă pentru zece milioane de lei și două găini. (...) Cel mai grav lucru este că Biserica Ortodoxă a permis o asemenea mascaradă. Eu l-am avertizat chiar pe Patriarh, dar se pare că și Biserica Ortodoxă este coruptă pentru bani, pentru că, dacă Stănescu dădea bani, puteau să îl facă chiar și arhanghel. Eu zic că Biserica Ortodoxă s-a compromis, pentru că acolo unde au călcat marii regi ai României au venit doi păgâni să pângărească Biserica.”—Florin Cioabă

## „Rege” al rromilor
Printr-un „decret” din 2 octombrie 2003, bulibașa Stănescu a interzis căsătoriile între minorii rromilor pînă la vârsta de 16 ani - fetele, respectiv 17 ani - băieții, până la vârstele sus-menționate aceștia având voie doar să se logodească. Stema sa are în centru o cruce, iar în mijlocul crucii este o icoană cu Maica Domnului cu Pruncul. În partea de stânga sus este o coroană, iar în partea de jos este reprezentată roata (simbolul etniei țigănești) și expresia „Nihil Sine Deo”(Nimic fara Dumnezeu).
În anul 2005, Ilie Badea Stănescu și-a manifestat intenția de a prelua clubul de fotbal FC Argeș Pitești, afirmând că ar putea să investească două milioane de euro pe sezon.
Ilie Badea Stănescu a încetat din viață la data de 24 decembrie 2007, în orașul Costești (județul Argeș), în urma unui infarct. La poarta Palatului de Aramă de la Costești au fost arborate în bernă drapele României, al Uniunii Europene și cel al Casei regale a romilor, cu deviza „Nihil Sine Deo”. În cele trei zile de priveghi, conform obiceiului între momentul decesului și cel al scoaterii din casă al sicriului, un foc mare a ars permanent în curtea Palatului.
A fost înmormântat trei zile mai târziu în cimitirul din cartierul Zorile, într-un coșciug foarte scump (de 2000 dolari), adus special din Statele Unite. Cripta unde a fost înmormântat, precum și crucea, au fost confecționate din marmură neagră adusă din Italia, având ca decorațiuni gravuri cu Maica Domnului și Iisus Hristos.
Ilie Stănescu a avut cinci copii: doi băieți și trei fete. La 27 decembrie 2007, a avut loc înmormântarea lui Ilie Badea Stănescu și încoronarea noului rege internațional al tuturor rromilor creștini de pretutindeni, Dan Stănescu, în localitatea Costești din județul Argeș. La aceste evenimente au luat parte împăratul rromilor de pretutindeni, Iulian Rădulescu și regele rromilor, Florin Cioabă.